# Liliotvaré
Liliotvaré (Liliales) je řád jednoděložných rostlin.

## Pojetí řádu
Pojetí řádu se v jednotlivých taxonomických systémech velmi měnilo. Postupně došlo k rozpadu široce pojaté čeledi liliovité (Liliaceae) do mnoha čeledí, z nichž mnohé byly modernějšími systémy přesunuty do jiných řádů, převážně chřestotvaré (Asparagales). Cronquistův systém sem řadí i čeledě dnes řazené do řádu smldincotvaré (Dioscoreales), naopak systém APG II sem řadí i čeleď Corsiaceae, dříve řazena většinou do řádu Orchidales aj. Z těchto důvodů se popisy řádu v jednotlivých publikacích mohou velmi lišit, záleží na tom, jak jsou staré a podle čeho byly vypracovány.

## Popis
Jsou to většinou vytrvalé byliny, často s cibulemi (typické pro liliovité), hlízami či oddenky, ale jsou zde i keře a liány, např. přestup (Smilax). Listy jsou nejčastěji jednoduché, střídavé, s čepelemi celokrajnými, žilnatinou souběžnou nebo dlanitou. Většinou to jsou zelené rostliny, ale jsou zde i nezelené, heterotrofně se vyživující (Corsiaceae). Květy jsou jednotlivé nebo v květenstvích, jsou to většinou jednodomé, řidčeji dvoudomé rostliny. Tyčinek je nejčastěji 6, gyneceum je většinou srostlé ze 3 plodolistů, semeník je svrchní nebo spodní. Plodem bývá nejčastěji tobolka nebo bobule.

## čeledi podle APG II
|  | ocúnovité Colchicaceaea                                            |
|  |                                                                    |
|  | \| \| Alstroemeriaceae \| \| \| \| \| \| Luzuriagaceae \| \| \| \| |
|  |                                                                    |
|  | Alstroemeriaceae                                                   |
|  |                                                                    |
|  | Luzuriagaceae                                                      |
|  |                                                                    |

|  | Alstroemeriaceae |
|  |                  |
|  | Luzuriagaceae    |
|  |                  |

|  | ocúnovité Colchicaceaea                                            |
|  |                                                                    |
|  | \| \| Alstroemeriaceae \| \| \| \| \| \| Luzuriagaceae \| \| \| \| |
|  |                                                                    |
|  | Alstroemeriaceae                                                   |
|  |                                                                    |
|  | Luzuriagaceae                                                      |
|  |                                                                    |

|  | Alstroemeriaceae |
|  |                  |
|  | Luzuriagaceae    |
|  |                  |

|  | Philesiaceae  |
|  |               |
|  | Rhipogonaceae |
|  |               |

|  | \| \| přestupovité Smilacaceae \| \| \| \| \| \| liliovité Liliaceae \| \| \| \| |
|  |                                                                                  |
|  | přestupovité Smilacaceae                                                         |
|  |                                                                                  |
|  | liliovité Liliaceae                                                              |
|  |                                                                                  |

|  | přestupovité Smilacaceae |
|  |                          |
|  | liliovité Liliaceae      |
|  |                          |

|  | Philesiaceae  |
|  |               |
|  | Rhipogonaceae |
|  |               |

|  | \| \| přestupovité Smilacaceae \| \| \| \| \| \| liliovité Liliaceae \| \| \| \| |
|  |                                                                                  |
|  | přestupovité Smilacaceae                                                         |
|  |                                                                                  |
|  | liliovité Liliaceae                                                              |
|  |                                                                                  |

|  | přestupovité Smilacaceae |
|  |                          |
|  | liliovité Liliaceae      |
|  |                          |

|  | ocúnovité Colchicaceaea                                            |
|  |                                                                    |
|  | \| \| Alstroemeriaceae \| \| \| \| \| \| Luzuriagaceae \| \| \| \| |
|  |                                                                    |
|  | Alstroemeriaceae                                                   |
|  |                                                                    |
|  | Luzuriagaceae                                                      |
|  |                                                                    |

|  | Alstroemeriaceae |
|  |                  |
|  | Luzuriagaceae    |
|  |                  |

|  | ocúnovité Colchicaceaea                                            |
|  |                                                                    |
|  | \| \| Alstroemeriaceae \| \| \| \| \| \| Luzuriagaceae \| \| \| \| |
|  |                                                                    |
|  | Alstroemeriaceae                                                   |
|  |                                                                    |
|  | Luzuriagaceae                                                      |
|  |                                                                    |

|  | Alstroemeriaceae |
|  |                  |
|  | Luzuriagaceae    |
|  |                  |

|  | Philesiaceae  |
|  |               |
|  | Rhipogonaceae |
|  |               |

|  | \| \| přestupovité Smilacaceae \| \| \| \| \| \| liliovité Liliaceae \| \| \| \| |
|  |                                                                                  |
|  | přestupovité Smilacaceae                                                         |
|  |                                                                                  |
|  | liliovité Liliaceae                                                              |
|  |                                                                                  |

|  | přestupovité Smilacaceae |
|  |                          |
|  | liliovité Liliaceae      |
|  |                          |

|  | Philesiaceae  |
|  |               |
|  | Rhipogonaceae |
|  |               |

|  | \| \| přestupovité Smilacaceae \| \| \| \| \| \| liliovité Liliaceae \| \| \| \| |
|  |                                                                                  |
|  | přestupovité Smilacaceae                                                         |
|  |                                                                                  |
|  | liliovité Liliaceae                                                              |
|  |                                                                                  |

|  | přestupovité Smilacaceae |
|  |                          |
|  | liliovité Liliaceae      |
|  |                          |

|  | ocúnovité Colchicaceaea                                            |
|  |                                                                    |
|  | \| \| Alstroemeriaceae \| \| \| \| \| \| Luzuriagaceae \| \| \| \| |
|  |                                                                    |
|  | Alstroemeriaceae                                                   |
|  |                                                                    |
|  | Luzuriagaceae                                                      |
|  |                                                                    |

|  | Alstroemeriaceae |
|  |                  |
|  | Luzuriagaceae    |
|  |                  |

|  | ocúnovité Colchicaceaea                                            |
|  |                                                                    |
|  | \| \| Alstroemeriaceae \| \| \| \| \| \| Luzuriagaceae \| \| \| \| |
|  |                                                                    |
|  | Alstroemeriaceae                                                   |
|  |                                                                    |
|  | Luzuriagaceae                                                      |
|  |                                                                    |

|  | Alstroemeriaceae |
|  |                  |
|  | Luzuriagaceae    |
|  |                  |

|  | Philesiaceae  |
|  |               |
|  | Rhipogonaceae |
|  |               |

|  | \| \| přestupovité Smilacaceae \| \| \| \| \| \| liliovité Liliaceae \| \| \| \| |
|  |                                                                                  |
|  | přestupovité Smilacaceae                                                         |
|  |                                                                                  |
|  | liliovité Liliaceae                                                              |
|  |                                                                                  |

|  | přestupovité Smilacaceae |
|  |                          |
|  | liliovité Liliaceae      |
|  |                          |

|  | Philesiaceae  |
|  |               |
|  | Rhipogonaceae |
|  |               |

|  | \| \| přestupovité Smilacaceae \| \| \| \| \| \| liliovité Liliaceae \| \| \| \| |
|  |                                                                                  |
|  | přestupovité Smilacaceae                                                         |
|  |                                                                                  |
|  | liliovité Liliaceae                                                              |
|  |                                                                                  |

|  | přestupovité Smilacaceae |
|  |                          |
|  | liliovité Liliaceae      |
|  |                          |

|  | ocúnovité Colchicaceaea                                            |
|  |                                                                    |
|  | \| \| Alstroemeriaceae \| \| \| \| \| \| Luzuriagaceae \| \| \| \| |
|  |                                                                    |
|  | Alstroemeriaceae                                                   |
|  |                                                                    |
|  | Luzuriagaceae                                                      |
|  |                                                                    |

|  | Alstroemeriaceae |
|  |                  |
|  | Luzuriagaceae    |
|  |                  |

|  | ocúnovité Colchicaceaea                                            |
|  |                                                                    |
|  | \| \| Alstroemeriaceae \| \| \| \| \| \| Luzuriagaceae \| \| \| \| |
|  |                                                                    |
|  | Alstroemeriaceae                                                   |
|  |                                                                    |
|  | Luzuriagaceae                                                      |
|  |                                                                    |

|  | Alstroemeriaceae |
|  |                  |
|  | Luzuriagaceae    |
|  |                  |

|  | Philesiaceae  |
|  |               |
|  | Rhipogonaceae |
|  |               |

|  | \| \| přestupovité Smilacaceae \| \| \| \| \| \| liliovité Liliaceae \| \| \| \| |
|  |                                                                                  |
|  | přestupovité Smilacaceae                                                         |
|  |                                                                                  |
|  | liliovité Liliaceae                                                              |
|  |                                                                                  |

|  | přestupovité Smilacaceae |
|  |                          |
|  | liliovité Liliaceae      |
|  |                          |

|  | Philesiaceae  |
|  |               |
|  | Rhipogonaceae |
|  |               |

|  | \| \| přestupovité Smilacaceae \| \| \| \| \| \| liliovité Liliaceae \| \| \| \| |
|  |                                                                                  |
|  | přestupovité Smilacaceae                                                         |
|  |                                                                                  |
|  | liliovité Liliaceae                                                              |
|  |                                                                                  |

|  | přestupovité Smilacaceae |
|  |                          |
|  | liliovité Liliaceae      |
|  |                          |